# Levantamento de peso nos Jogos da Commonwealth de 2018
O levantamento de peso nos Jogos da Commonwealth de 2018 foi realizado no Centro de Esportes e Lazer de Carrara em Gold Coast, na Austrália, em 10 de abril. Foram disputados quatro eventos, sendo dois masculinos e dois femininos. Entre 2002 e 2014 o levantamento de peso paralímpico integrou o programa do halterofilismo.

## Medalhistas
Masculino
| Evento          | Ouro                           | Prata                     | Bronze                     |
| Leve detalhes   | Rolland Ezuruike NGR Nigéria   | Paul Kehinde NGR Nigéria  | Ali Jawad ENG Inglaterra   |
| Pesado detalhes | Abdulazeez Ibrahim NGR Nigéria | Jong Yee Khie MAS Malásia | Sachin Chaudhary IND Índia |

Feminino
| Evento          | Ouro                     | Prata                        | Bronze                    |
| Leve detalhes   | Esther Oyema NGR Nigéria | Lucy Ejike NGR Nigéria       | Zoe Newson ENG Inglaterra |
| Pesado detalhes | Ndidi Nwosu NGR Nigéria  | Louise Sugden ENG Inglaterra | não atribuída             |

## Quadro de medalhas
| Ordem | País       | Medalha de ouro | Medalha de prata | Medalha de bronze | Total |
| ----- | ---------- | --------------- | ---------------- | ----------------- | ----- |
| 1     | Nigéria    | 4               | 2                |                   | 6     |
| 2     | Inglaterra |                 | 1                | 2                 | 3     |
| 3     | Malásia    |                 | 1                |                   | 1     |
| 4     | Índia      |                 |                  | 1                 | 1     |
| TOTAL | TOTAL      | 4               | 4                | 3                 | 11    |